# مونتي كاي
مونتي كاي (بالإنجليزية: Monte Kay)‏ هو منتج أسطوانات وملحن ومنتج تلفزيوني أمريكي، ولد في 18 سبتمبر 1924 في نيويورك في الولايات المتحدة، وتوفي في 25 مايو 1988 في لوس أنجلوس في الولايات المتحدة.

## وصلات خارجية
- مونتي كاي على موقع IMDb (الإنجليزية)
- مونتي كاي على موقع ميوزك برينز (الإنجليزية)
- مونتي كاي على موقع ديسكوغز (الإنجليزية)
- مونتي كاي على موقع قاعدة بيانات الفيلم (الإنجليزية)